# نووکالماشوو
نووکالماشوو (انگلیسی: Novokalmashevo) یک شهرک در شهرستان چکماگوشفسکی استان باشقیرستان کشور روسیه است.